# Need for Speed: No Limits
Need for Speed: No Limits là một trò chơi thể loại đua xe miễn phí dành cho nền tảng điện thoại di động iOS và Android, phát triển bởi nhà lập trình game Firemonkey Studios và phát hành bởi công ty Electronic Arts. Đây là dòng game phần thứ 21 trong hãng game Need for Speed. Trò chơi phát hành bản beta trên iOS vào ngày 6 tháng 1 năm 2015, cho tới khi phiên bản chính thức phát hành vào ngày 30 tháng 9 năm 2015.

## Cách chơi
Trò chơi hoàn toàn nhấn mạnh vào việc đua xe đường phố, độ xe, chỉnh sửa họa tiết cho xe và chạy trốn khỏi cảnh sát. Trò chơi bao gồm 8 dạng đua:
- Rush hour: Đua về đích đứng hạng nhất.
- Time Trial: Về đích trong thời gian ngắn nhất.
- Delivery: Giao xe cho chủ trong thời gian ngắn (Chú ý khi xe bị trầy xước thì sẽ bị trừ giờ).
- Team Battle: Đua với chủ thành viên của đội đua.
- Hunter: Truy đuổi tay đua phía trước và cán về đích .
- Nitro Rush: tương tự như đua "Time Trial", người chơi cần phải dùng khí Nitro để về đích sớm.
- Blockade: Tránh các xe cảnh sát cơ động và thắng trận đua.
- Airborne: Trên đường đua có các bệ dốc làm cho xe hơi bay, người chơi có nhiệm vụ duy nhất là về đích đứng hạng nhất.

Có 3 chế độ chơi: Phần "Underground" (còn được biết đến là phần cốt truyện của người chơi), phần "Car Series" (ở đây, một số xe được chọn nhằm tham gia giành giải thưởng trong game) và phần "Tuner Trials" (Nơi cung cấp vật liệu nâng cấp cho xe, tiền tệ game). Hơn nữa, người chơi có thể tham gia vào sự kiện có hạn "Special Event" để giành chiếc xe đặc biệt trong game. Nếu người chơi hoàn thành tất cả trận đua trước khi sự kiện kết thúc, họ sẽ có được chiếc xe đặc biệt trong ga-ra riêng mình. Phần "Loading Dock" là nơi mà người chơi mua các hàng bằng tiền tệ để nhận những bản thảo trong việc nâng cấp hoặc xây dựng các chiếc xe mạnh mẽ và hiếm có cho mình. "Blank Market" (chợ đen) là nơi người chơi mua hàng trực tiếp những bản thảo, phần nâng cấp nhưng không giống phần Loading Dock. "Modshop" là nơi người chơi độ phụ tùng và trang trí màu cho xe của người chơi. Đa số các xe trong game được cho phép độ phụ tùng, trừ các mẫu xe đã được độ sẵn và các xe từ hãng Ferrari.
- Vào năm 2017, EA đã tung ra bản cập nhật Hot Wheels bao gồm tiền tệ Visual Point bị xóa bỏ vĩnh viễn. Điều này người chơi cần phải nâng cấp sao từng chiếc xe bằng bản thảo (blueprints) để nhận những phụ tùng để độ xe. Ngoài ra, người chơi cần thực hiện các nhiệm vụ để nhận những đề can, phụ tùng xe qua phần "Car Mastery".
- "Tournament": là nơi người chơi đua với xe Ghost của những người chơi khác. Khi thắng, người chơi nhận huy chương và dùng để mua bản thảo trong Tournament store. Nhưng chế độ đua này về sau bị xóa bỏ qua bản cập nhật vào tháng 6 năm 2016 và thay thế bằng chế độ đua mùa "BlackRidge Rivals". Năm 2018, chế độ đua này dã bị thay thế tiếp thành tên "Underground Rivals".

## Đánh giá
Need for Speed No Limits nhận nhiều lời phê bình trái chiều, khen ngợi về đồ họa game, điều khiển và gameplay. Tuy nhiên phê bình về thời gian đua ngắn hạn và chức năng mua tiền ảo. Trang web Metacritic đánh giá game đạt 67/100 điểm.